# Ладога (оклопно возило)
ВТС "Ладога" је совјетско тешко оклопљено командно и извиђачко возило на гусеничној платформи. 

## Позадина
Ризик од масовног нуклеарног ракетног удара потенцијалног непријатеља поставио је посебне захтеве за организацију команде и контроле војске и цивилних структура. Била су потребна заштићена командна места и посебна командно-штабна возила. 

## Развој
Налог за развој перспективног високо заштићеног возила (ВЗВ) појавио се на самом крају седамдесетих година 20. века и поверен је Лењинградском заводу Киров. Руководилац пројекта је био заменик генералног пројектанта КБ-3 ВИ Миронов. 1982. године, да би наставио рад на војно-техничкој сарадњи, КБ-3 је створио посебну конструкторску јединицу - КБ-А.
Ново возило је имало посебне захтеве. Морало  је да се заснива на постојећим компонентама и да има максималну унификацију са опремом у серијској производњи. Штавише, било је неопходно обезбедити висок ниво заштите и оспособљености за рад у условима радијације, хемијске и биолошке контаминације. Захтевано је да возило има ергономски и удобан простор за становање са развијеним скупом комуникација. У ствари, то је било командно-штабно возило са низом карактеристичних одлика за команду највишег нивоа
Модел који обећава добио је ознаку МТЦ "Ладога". Основа за возило  серијска шасија основног борбеног тенка Т-80. Неке шасије тенка су набављене у оригиналном издању, док су друге морале да се развијају изнова. У оквиру пројекта Ладога, они су предложили и имплементирали низ дизајнерских решења која раније нису коришћена за креирање домаћих оклопних возила, што је омогућило добијање жељених резултата.

## Опис
Основна шасија тенка задржала је главне детаље трупа, али је изгубила куполу и унутрашње јединице борбеног одељка. Уместо тога, постављена је надградна кабина за смештај нове опреме и радних места посаде. Надградња је направљена од челичног оклопа и пружала је одређену заштиту. Унутар одељка за смештај људи постављена је је анти-неутронска облога.
На „Ладоги“ је коришћен гаснотурбински мотор ГТД-1250 снаге 1250 КС. Мотор је био опремљен системом издувавања прашине са лопатица, што је поједноставило његов рад у зараженом подручју и накнадну деконтаминацију. Мануелни пренос је остао исти. На леве блатобране постављен је електрични агрегат у виду компактног гаснотурбинског мотора и генератора снаге 18 kW. Овај производ је требало да обезбеди системе напајања.
Дизајн шасије се није променио и у потпуности је позајмљен од тенка Т-80. Шасија са шест потпорних точкова са огибљењем на торзионој шипки показала је високу мобилност и није се морала побољшавати.
Одељак за смештај био је подељен зидом на два дела. У прамцу кућишта налазио се контролни одељак са два радна места, укључујући и место возача. Приступ купеу су омогућавали два отвора на крову и шахт у главном одељку. Отвори су били опремљени скупом инструмената за вожњу дању и ноћу.
Главни део купеа, смештен унутар надградње, био је намењен путницима које су представљали представници високе команде. За њих је било намењено неколико удобних столица, столова и др. 
Улажење у возило решено у задњем делу леве стране надградње, великим вратима и спуштајућом рампом са степеницама.
Путницима су на располагању била напредна средства комуникације за различите намене. Према неким извештајима, опрема Ладоге је чак омогућавала контролу стратешких нуклеарних снага. Посада је такође добила напредна средства за праћење ситуације. Најмање возило добило је јарбол са камерама за свеобухватно праћење од 360 степени. Овај уређај је постављен на кров надградње, а видео сигнал је преношен на интерне мониторе.
Посада и команда ПТС-а користили су тенковски интерфон и слушалице. Међутим, уместо масивних слушалица од тканине коришћене су специјално дизајниране од добре коже. Били су намењени и за посаду и за транспортовану команду.
Доста пажње је посвећено колективној одбрани од масовног уништења оружја . Поред стандардних решења специфичних за совјетска/руска оклопна возила, коришћене су и неке нове идеје. Дакле, у зависности од ситуације, довод ваздуха би се могао вршити из филтер-вентилацијске јединице или из посебног цилиндра постављеног на крми надградње. Унутар и ван кућишта су постављена различита средства за праћење ситуације и мерења. Заштићени одељак имао је залихе воде и хране. Са њим је посада могла да издржи 48 сати.
По својим димензијама, војно транспортно возило Ладога није се много разликовало од основног борбеног тенка, али је тежина смањена на 42 тоне. Перформансе у вожњи су остале на истом нивоу. Специјално оклопно возило могло је да се креће по путевима и неравном терену и савладава препреке. Не зна се да ли је била планирана уградња опреме за подводну вожњу.

## Производња
Према различитим изворима, Ладога је произведена у јако малој серији. 
Током осамдесетих, ЛКЗ је произвео не више од 4-5 оваквих возила, укључујући и прототип за тестирање у различитим деловима земље. Нажалост, детаљне информације о конструкцији и раду такве опреме - још увек нису доступне јавности.

## Борбена примена
Руска војска је током инвазије Русије на Украјину распоредила најмање једно специјализовано оклопно возило Ладога у зону борбених дејстава.
24. марта 2024. године, камиказа беспилотна летелица, из састава 63. механизоване бригаде украјинске војске, открила је и погодила руску Ладогу. Степен оштећења који је нанет возилу није познат.